# 马荃

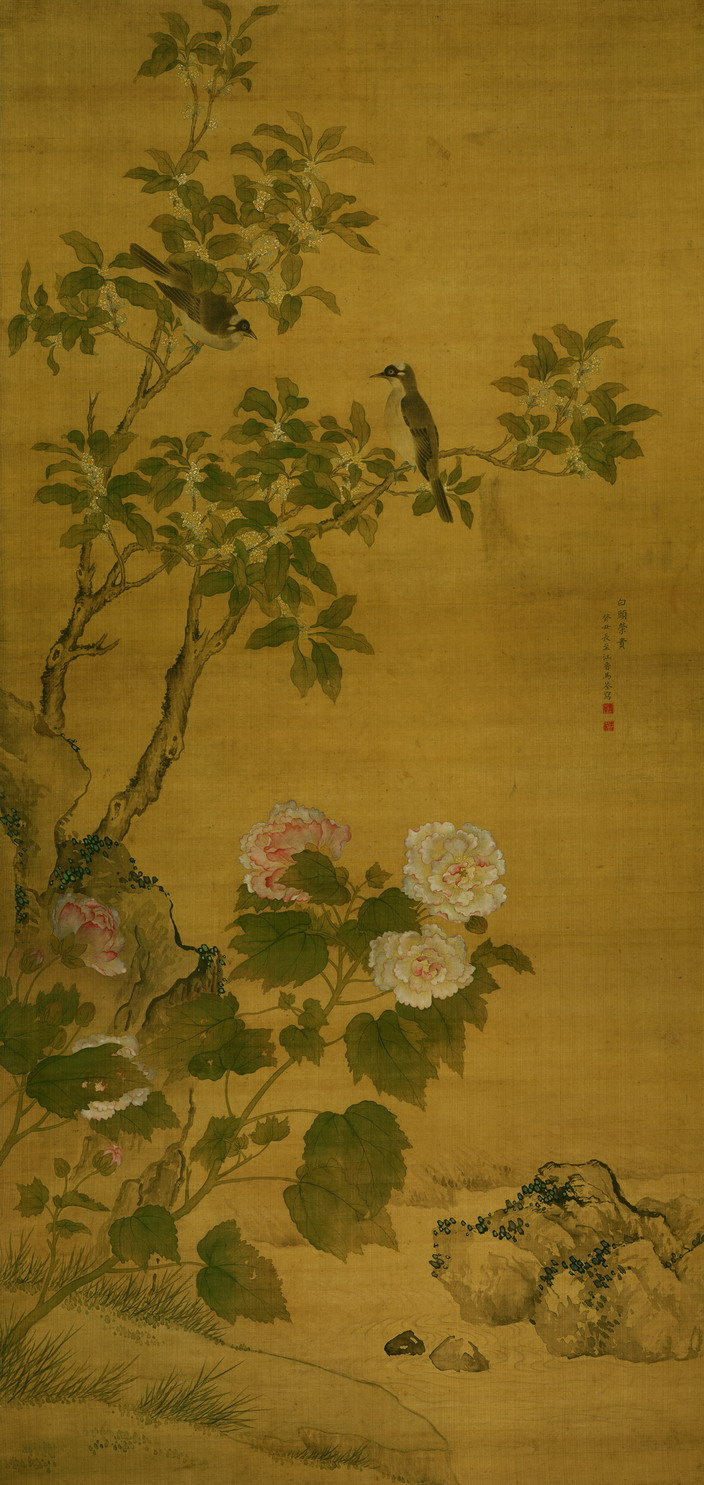
马荃《白头荣贵图》，天津博物馆藏

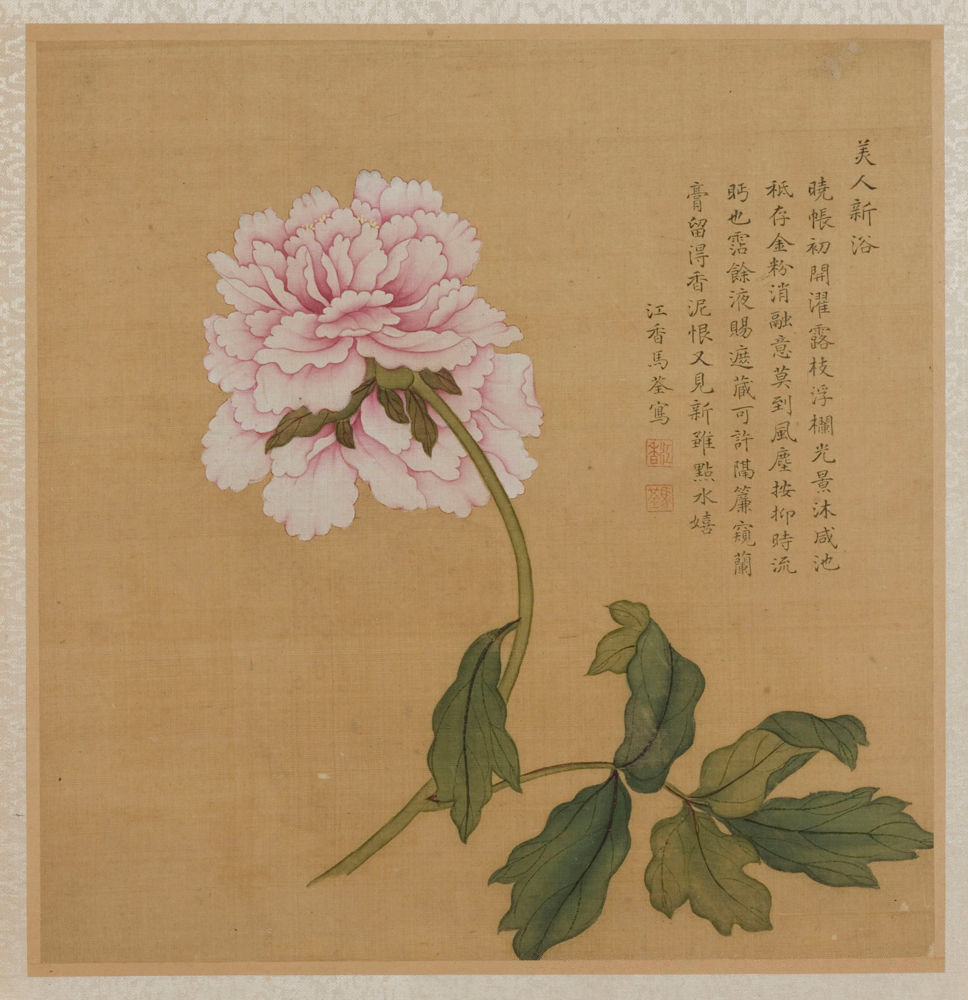
马荃《设色花卉折页》，深圳博物馆藏

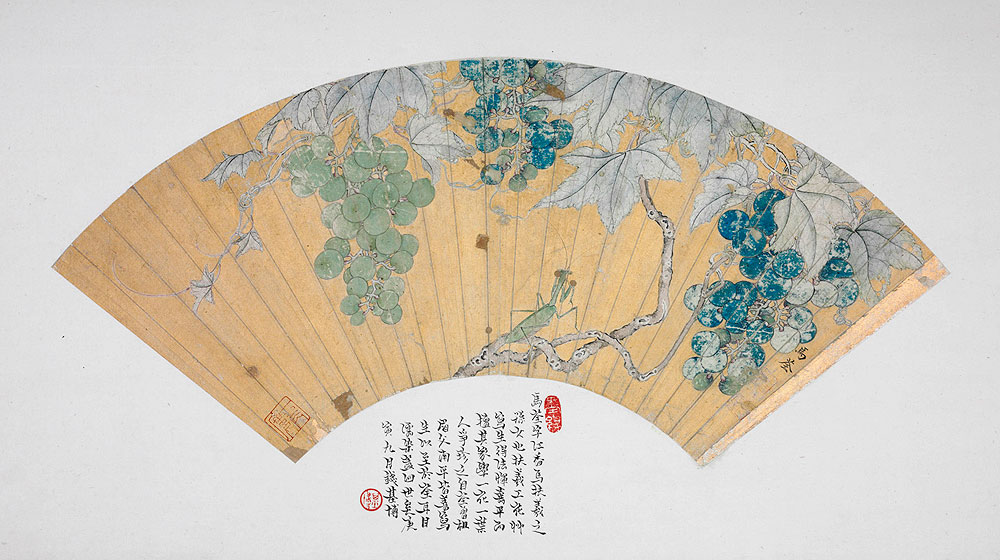
马荃《葡萄螳螂图》，纸本，横36厘米，纵17厘米。下为钱基博题跋。藏湖南省博物馆。

马荃（？年—？年），字江香，女，江苏常熟人，清代画家，擅画花草。马荃曾祖父马眉、父马南平都擅长写生，祖父马元驭也是清代知名画家。一说马荃为马元驭女。马荃画风得自家传，在世时其画已倍受追捧，晚年时名声更大，携礼上门求画者更多。
马荃夫龚克和亦工书画，二人曾以卖画为生游历京师。龚克和亡后，马荃回乡，以守节闻名于乡里。马荃在家中蓄有多名奴婢，让奴婢都“调铅杀粉”。常熟的很多贵游士女都去求马荃指点书画。
马荃与另一名清代女画家恽冰齐名，恽冰以没骨知名，而马荃以勾染闻世，江南人将二人称为“双绝”。《桐阴论画》评价她“写意花卉，设色妍雅，姿态静逸，绝无点尘，极为时流争重。尺幅小品，笔意香艳，更饶幽雅之趣；款书端楷，尤有逸致”。
马荃传世真品不多，其作品在清同治时已“传世者伪品居多，求之正不易也”。